# Бунешть (комуна, Вилча)
Бунешть, Бунешті (рум. Bunești) — комуна у повіті Вилча в Румунії. До складу комуни входять такі села (дані про населення за 2002 рік):
- Бунешть (1111 осіб) — адміністративний центр комуни
- Коаста-Маре (77 осіб)
- Рипенешть (355 осіб)
- Теюшу (472 особи)
- Тітіреч (256 осіб)
- Фірешть (393 особи)

Комуна розташована на відстані 168 км на північний захід від Бухареста, 14 км на захід від Римніку-Вилчі, 92 км на північ від Крайови, 126 км на південний захід від Брашова.

## Населення
За даними перепису населення 2002 року у комуні проживали 2664 особи.
Національний склад населення комуни:
| Національність | Кількість осіб | Відсоток |
| -------------- | -------------- | -------- |
| румуни         | 2500           | 93,8%    |
| цигани         | 164            | 6,2%     |

Рідною мовою назвали:
| Мова      | Кількість осіб | Відсоток |
| --------- | -------------- | -------- |
| румунська | 2609           | 97,9%    |
| циганська | 55             | 2,1%     |

Склад населення комуни за віросповіданням:
| Релігія     | Кількість осіб | Відсоток |
| ----------- | -------------- | -------- |
| православні | 2658           | 99,8%    |
| адвентисти  | 1              | < 0,1%   |

## Зовнішні посилання
- Дані про комуну Бунешть на сайті Ghidul Primăriilor